# Linia kolejowa nr 207

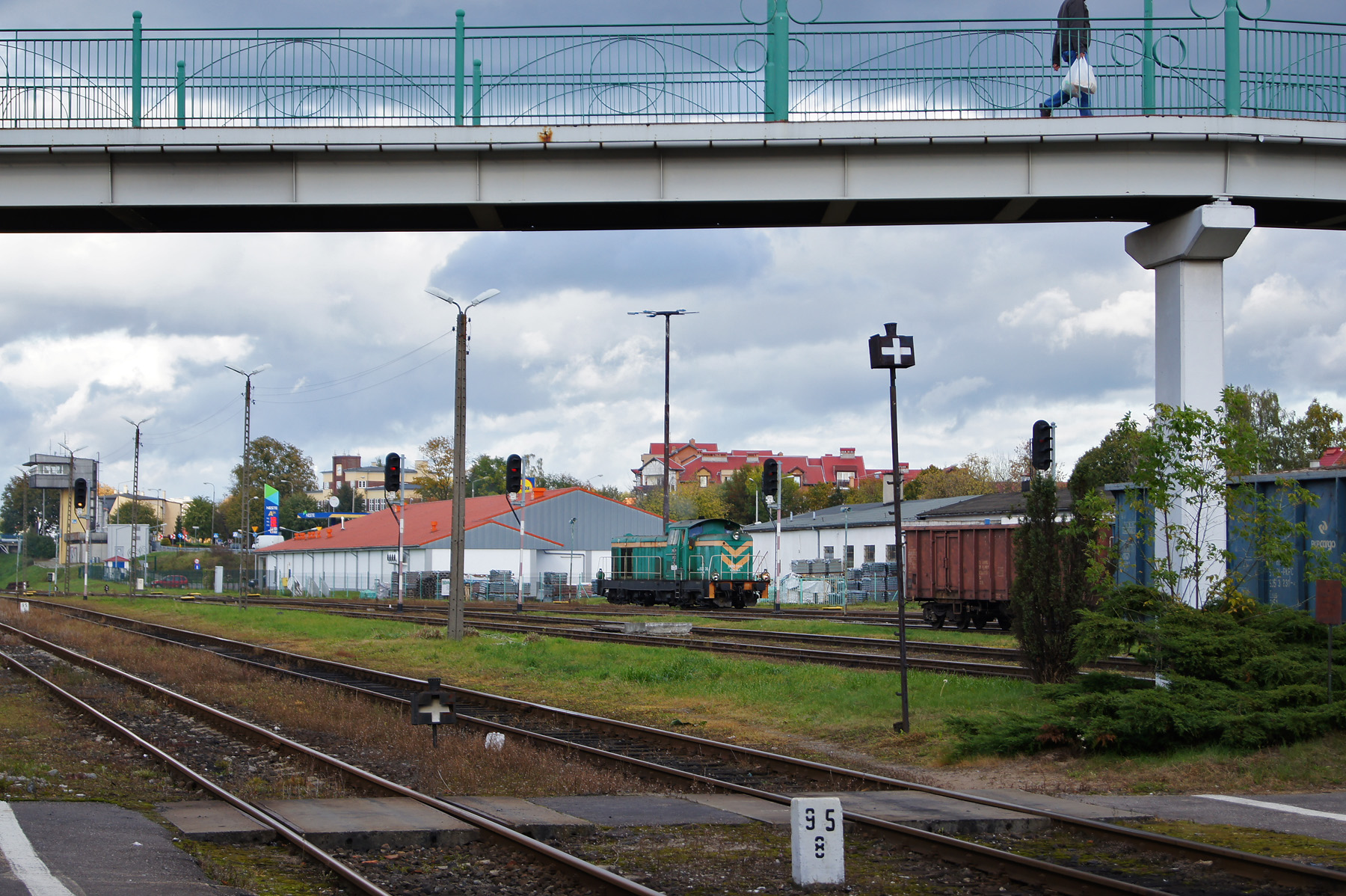
Kilometr 95,800 linii kolejowej nr 207 w Kwidzynie

Linia kolejowa nr 207 – niezelektryfikowana, jednotorowa, drugorzędna linia kolejowa znaczenia państwowego w północnej Polsce łącząca Toruń z Malborkiem przez Chełmżę, Grudziądz i Kwidzyn. Położona w granicach dwóch województw – kujawsko-pomorskiego i pomorskiego – oraz na obszarze PKP PLK Zakładu Linii Kolejowych w Gdańsku.
Linia na całej długości wyposażona jest w elektromagnesy SHP. Od 1 marca 2009 do 15 grudnia 2013 na 100% długości linii pasażerów obsługiwał prywatny przewoźnik Arriva RP. Aktualnie Arriva RP obsługuje odcinek Toruń Wschodni – Grudziądz, a odcinek Grudziądz – Malbork obsługuje Polregio.

## Historia

### XIX i XX wiek
1 lipca 1882 oddano do użytku 19-kilometrowy odcinek łączący Toruń Mokre Stare z Chełmżą, a 11 listopada tego samego roku ok. 40-kilometrowe przedłużenie do Grudziądza. Ostatni odcinek do Malborka ukończono 15 sierpnia 1883. W 1906 w związku z rozbudową Torunia zmieniono przebieg linii na odcinku Toruń Wschodni – Łysomice. 1 grudnia 1916 otwarto przystanek kolejowy w Brachlewie i jednocześnie zamknięto przystanek Tychnowy. Do 1939 w Gardei ze względu na przebieg granicy III Rzeszy z Polską istniały 2 stacje kolejowe Gardeja po obu stronach granicy. W latach 1992–1993 wyremontowano odcinek Gardeja – Malbork.
Do przełomu XIX i XX wieku wybiegający ze stacji Kwidzyn tor linii kolejowej do Torunia biegł wzdłuż ulicy Plantowej (od 1901 razem z torem linii wąskotorowej z Marezy). Przełożenie linii nastąpiło w związku z budową linii kolejowej do Smętowa. W latach dwudziestych XX wieku przebudowano odcinek Grudziądz Owczarki – Rogóźno Pomorskie celem poprawy parametrów eksploatacyjnych.

### XXI wiek
Ze względu na pogarszający się stan techniczny linii na odcinku Grudziądz Owczarki – Gardeja 1 lutego 2008 zawieszono kursowanie pociągów na odcinku Grudziądz – Kwidzyn. Po wprowadzeniu ograniczenia prędkości do 10 km/h Urząd Marszałkowski Województwa Kujawsko-Pomorskiego wycofał się ze wsparcia finansowego, co spowodowało podtrzymanie decyzji dyrekcji spółki Przewozy Regionalne o wstrzymaniu kursów na tym odcinku.
1 marca 2009 nastąpiło wznowienie kursowanie pociągów na odcinku Grudziądz – Kwidzyn, z jednoczesnym powierzeniem przez organizatora przewozów obsługi pasażerskiej na całej długości linii spółce Arriva RP.
Od 15 grudnia 2013 połączenia Grudziądz – Malbork ponownie obsługuje spółka Polregio. W latach 2013–2015 zmodernizowano odc. Toruń Wschodni – Chełmża. Modernizacja obejmowała wymianę nawierzchni, wymianę urządzeń SRK i budowę nowych peronów. W wyniku modernizacji prędkość podniesiono do 90–110 km/h (przed modernizacją obowiązywała szybkość 50–80 km/h).
Pogarszający się stan techniczny linii na odcinku Chełmża – Grudziądz spowodował oprócz tego konieczność obniżenia prędkości drogowej z 80 do 50 km/h, a docelowo, dzięki pracom remontowym sfinansowanym z w ramach Regionalnego Programu Operacyjnego Województwa Kujawsko-Pomorskiego na lata 2007–2013, dokonano podniesienia prędkości do 100 km/h.
W sierpniu 2016 ogłoszono przetarg na prace rewitalizacyjne w ramach Regionalnego Programu Operacyjnego na odcinku Gardeja – Malbork (55 km) w systemie projektuj i buduj, natomiast na odcinku Grudziądz – Gardeja przetarg na wymianę podkładów z powodu złego stanu technicznego torowiska i konieczności wprowadzenia ograniczeń prędkości do 20–30 km/h. 12 maja 2017 podpisano umowę na rewitalizację z konsorcjum firm NDI i Pomorskie Przedsiębiorstwo Mechaniczno-Torowe. Prace rozpoczęły się w październiku 2017, a oddanie odcinka do eksploatacji nastąpiło dopiero 10 lipca 2021. W ramach prac wyremontowano wszystkie obiekty inżynieryjne na linii, w tym 11 stacji i przystanków.
18 marca 2020 PKP Polskie Linie Kolejowe podpisały z przedsiębiorstwem PORR S.A. umowę na modernizację linii na odcinku Toruń Wschodni – Chełmża.
9 marca 2021 PKP Polskie Linie Kolejowe podpisały z firmą Multiconsult Polska Sp. z o.o. umowę na opracowanie dokumentacji projektowej dla linii na odcinku Grudziądz – Gardeja.
Od 13 czerwca 2021 rozpoczęły się prace remontowe na trasie Toruń Wschodni – Chełmża. Zakończenie prac planowano na trzeci kwartał 2022; ruch pociągów przywrócono 4 września 2022. Od 13 czerwca 2021 kolej na remontowanym odcinku zastępowana jest komunikacją autobusową. W ramach prac przewidziane jest powstanie przystanku Toruń Jar.
1 września 2024 uruchomiono przystanek Grudziądz Rządz.

## Prędkość maksymalna na linii

### Szynobusy
| Kilometr linii    | Maks. prędkość |
| ----------------- | -------------- |
| -0,206 – 18,900   | 80-110* km/h   |
| 18,900 – 58,030   | 50-100** km/h  |
| 58,030 – 75,200   | 50–70 km/h     |
| 75,200 – 77,720   | 80 km/h        |
| 77,720 – 132,570  | 70–80 km/h     |
| 132,570 – 133,465 | 40 km/h        |

- * – po skończonym remoncie na odcinku Toruń Wschodni – Chełmża prędkość szlakowa wzrośnie do 120 km/h. W lutym 2016 rozstrzygnięto przetarg na wykonanie dokumentacji[22].
- ** – od maja 2013 do października 2014 odcinek Chełmża – Grudziądz przeszedł gruntowną modernizację. Maksymalna prędkość szlakowa po remoncie wzrosła do 90–100 km/h.

### Pociągi pasażerskie
| Kilometr linii    | Maks. prędkość |
| ----------------- | -------------- |
| -0,206 – 18,900   | 80–110 km/h    |
| 18,900 – 58,030   | 80–100 km/h    |
| 58,030 – 75,200   | 50–70 km/h     |
| 75,200 – 77,720   | 70–80 km/h     |
| 77,720 – 132,570  | 70–80 km/h     |
| 132,570 – 133,465 | 40 km/h        |

### Pociągi towarowe
| Kilometr linii    | Maks. prędkość |
| ----------------- | -------------- |
| -0,206 – 19,170   | 40 km/h        |
| 19,170 – 33,142   | 80 km/h        |
| 33,142 – 56,200   | 60 km/h        |
| 56,200 – 59,220   | 40 km/h        |
| 59,220 – 75,200   | 30 km/h        |
| 75,200 – 77,720   | 70–80 km/h     |
| 77,720 – 132,570  | 70–80 km/h     |
| 132,570 – 133,465 | 40 km/h        |

## Klasa linii
| Kilometr linii   | Klasa |
| ---------------- | ----- |
| -0,206 – 133,465 | C3    |